# Abbottstown (Pensylvánie)
Abbottstown je obec (borough) v Adams County, v Pensylvánii.

## Historie
Obec je pojmenována po Johnu Abbottovi, který ji založil v roce 1753. Jeho dům, John Abbott House, byl zařazen na National Register of Historic Places v roce 1980.
V roce 1952 a 1980 zasáhlo obec tornádo, kromě materiálních škod byly zraněny 4 osoby.

## Obyvatelstvo
| 1850 | 1900 | 1950 | 2000 | 2010 |
| ---- | ---- | ---- | ---- | ---- |
| 334  | 345  | 538  | 905  | 1011 |

## Osobnosti
- Henry Louis Baugher – luteránský duchovní a prezident Gettysburg College

## Náboženství
Nejvíce obyvatel se hlásí ke katolické církvi, následuje Evangelical Lutheran Church in America a United Church of Christ.